# IV Cumbre Iberoamericana
La IV Cumbre Iberoamericana de Jefes de Estado y de Gobierno (en portugués, IV Cúpula Ibero-Americana de Chefes de Estado e de Governo), fue la cuarta reunión de los 21 países miembros, se realizó en Cartagena de Indias, Colombia, entre los días 14 y 15 de junio de 1994. Es, junto a la primera y sexta cumbre, en la que han asistido todos los jefes de Estado y de Gobierno de los Estados miembros.

## Temas de discusión
El tema principal fue el “Comercio e integración como elementos del desarrollo iberoamericano”. En este sentido se concretaron los siguientes puntos:
1. El ámbito internacional y las perspectivas del sistema multilateral de comercio.
2. El ámbito regional y la convergencia de los esquemas de integración.
3. El ámbito nacional, la competitividad y el desarrollo social.

## Declaración final
Los países miembros se comprometieron con la nueva organización del comercio (OMC) surgida de los acuerdos firmados en Marrakech (15 de diciembre de 1993) dentro del ámbito internacional. En el ámbito regional, los países destacaron el papel de las organizaciones políticas y económicas de integración (Mercosur, Sistema de la Integración Centroamericana o la Comunidad del Caribe), además del papel de socio comercial prioritario de España y Portugal en la región iberoamericana. Finalmente, en los ámbitos nacionales se reafirmó el papel de las economías nacionales, los recursos naturales, la investigación y desarrollo tecnológico, la modernización de las infraestructuras, etcétera. 
La declaración daba una serie de recomendaciones económicas como el comercio de condiciones justas, fortalecimiento de la integración regional, desarrollo de países de la región desfavorecidos, promocionar políticas medioambientales. Además los Estados miembros dejaron constancia de los objetivos de las cumbres, sus iniciativas y los resultados obtenidos tras tres cumbres:
- El papel de las cumbres como foco de integración, desarrollo e intercambio.
- Las dos primeras cumbres son fundacionales.
- El hito que supone la primera reunión, a nivel político, de todos los estados iberoamericanos.
- Áreas temáticas como derecho internacional, educación, cultura, medio ambiente...
- Seguimiento de los programas de Televisión pública, programa MUTIS, programa de alfabetización...
- Apoyar iniciativas como la creación de la Comunidad de Países de Lengua Portuguesa, Asociación de Servicios Geológicos y Mineros Iberoamericanos, reunión de presidentes de Organizaciones empresariales iberoamericanas entre otros.

Se hicieron algunos cambios respecto a la dirección de las cumbres, ampliándose la coordinación de las cumbres a los dos países que organizaron las dos cumbres anteriores (España y Brasil), la secretaría Pro Témpore (Argentina para 1995) y los dos próximos organizadores (Chile y Venezuela). La dirección anual de las cumbres tendría una troika formada por un país de Centroamérica y el Caribe, uno de Sudamérica (que no haya sido o vaya a ser sede de la cumbre) y uno europeo, todos por orden alfabético. Este sistema debía durar diez años.

## Líderes que asistieron
| Miembros de la Cumbre Iberoamericana de Jefes de Estado y de Gobierno Listado de líderes asistentes | Miembros de la Cumbre Iberoamericana de Jefes de Estado y de Gobierno Listado de líderes asistentes | Miembros de la Cumbre Iberoamericana de Jefes de Estado y de Gobierno Listado de líderes asistentes | Miembros de la Cumbre Iberoamericana de Jefes de Estado y de Gobierno Listado de líderes asistentes | Miembros de la Cumbre Iberoamericana de Jefes de Estado y de Gobierno Listado de líderes asistentes |
| Miembro                                                                                             | Miembro                                                                                             | Representado por                                                                                    | Cargo                                                                                               | |
| --------------------------------------------------------------------------------------------------- | --------------------------------------------------------------------------------------------------- | --------------------------------------------------------------------------------------------------- | --------------------------------------------------------------------------------------------------- | --------------------------------------------------------------------------------------------------- |
| Bandera de Argentina                                                                                | Argentina                                                                                           | Carlos Menem                                                                                        | Presidente                                                                                          | |
| Bandera de Bolivia                                                                                  | Bolivia                                                                                             | Gonzalo Sánchez de Lozada                                                                           | Presidente                                                                                          | |
| Bandera de Brasil                                                                                   | Brasil                                                                                              | Itamar Franco                                                                                       | Presidente                                                                                          | |
| Bandera de Chile                                                                                    | Chile                                                                                               | Eduardo Frei Ruiz-Tagle                                                                             | Presidente                                                                                          | |
| Bandera de Colombia                                                                                 | Colombia (anfitrión)                                                                                | César Gaviria                                                                                       | Presidente                                                                                          | |
| Bandera de Costa Rica                                                                               | Costa Rica                                                                                          | José María Figueres Olsen                                                                           | Presidente                                                                                          | |
| Bandera de Cuba                                                                                     | Cuba                                                                                                | Fidel Castro                                                                                        | Presidente                                                                                          | |
| Bandera de Ecuador                                                                                  | Ecuador                                                                                             | Sixto Durán Ballén                                                                                  | Presidente                                                                                          | |
| Bandera de El Salvador                                                                              | El Salvador                                                                                         | Alfredo Cristiani                                                                                   | Presidente                                                                                          | |
| Bandera de España                                                                                   | España                                                                                              | Juan Carlos I Felipe González                                                                       | Rey Presidente del Gobierno                                                                         | |
| Bandera de Guatemala                                                                                | Guatemala                                                                                           | Ramiro de León Carpio                                                                               | Presidente                                                                                          | |
| Bandera de Honduras                                                                                 | Honduras                                                                                            | Carlos Roberto Reina                                                                                | Presidente                                                                                          | |
| Bandera de México                                                                                   | México                                                                                              | Carlos Salinas de Gortari                                                                           | Presidente                                                                                          | |
| Bandera de Nicaragua                                                                                | Nicaragua                                                                                           | Violeta Chamorro                                                                                    | Presidenta                                                                                          | |
| Bandera de Panamá                                                                                   | Panamá                                                                                              | Guillermo Endara                                                                                    | Presidente                                                                                          | |
| Bandera de Paraguay                                                                                 | Paraguay                                                                                            | Juan Carlos Wasmosy                                                                                 | Presidente                                                                                          | |
| Bandera de Perú                                                                                     | Perú                                                                                                | Alberto Fujimori                                                                                    | Presidente                                                                                          | |
| Bandera de Portugal                                                                                 | Portugal                                                                                            | Mário Soares Aníbal Cavaco Silva                                                                    | Presidente Primer ministro                                                                          | |
| Bandera de la República Dominicana                                                                  | República Dominicana                                                                                | Joaquín Balaguer                                                                                    | Presidente                                                                                          | |
| Bandera de Uruguay                                                                                  | Uruguay                                                                                             | Luis Alberto Lacalle                                                                                | Presidente                                                                                          | |
| Bandera de Venezuela                                                                                | Venezuela                                                                                           | Rafael Caldera                                                                                      | Presidente                                                                                          | |
| Líderes ausentes                                                                                    | | | | |
| Bandera de Puerto Rico                                                                              | Puerto Rico (asociado)                                                                              | Pedro Rosselló                                                                                      | Gobernador                                                                                          | |

| Predecesor: III Cumbre Iberoamericana de Salvador | IV Cumbre Iberoamericana de Jefes de Estado y de Gobierno (Cartagena de Indias) 1994 | Sucesor: V Cumbre Iberoamericana de San Carlos de Bariloche |